# Thomas Falkner
Pour les articles homonymes, voir Falkner.
Thomas Falkner, né le 6 octobre 1707 à Manchester et mort le 30 janvier 1784 à Plowdenhall, est un missionnaire jésuite, explorateur et médecin britannique, célèbre pour ses voyages en Patagonie durant près de quarante ans.

## Biographie
Il embarque en 1731 comme chirurgien à bord d'un navire marchand, l' Assiento, qui transporte des esclaves de la Guinée à Buenos Aires. Malade, il décide de rester à Buenos Aires et entre en 1732 chez les Jésuites. Il part alors comme missionnaire pour évangéliser les Puelches des alentours du Rio de la Plata dans le sud du pays. 
Prenant une influence considérable chez les indiens, il va rester chez eux jusqu'en 1768. On lui doit l'attribution du nom des Tehuelches. 
Expulsé d'Amérique du sud, il retourne en Angleterre en 1771. Il est nommé l'année suivante aumônier de Spetchley, de Winsley (Herefordshire) puis de Plowdenhall. 
Il est l'auteur de plusieurs ouvrages sur la Patagonie et sur les mœurs de ses habitants. 
Jules Verne le mentionne dans son roman Les Enfants du capitaine Grant (partie 1, chapitre IX) lorsqu'il est question des Peulches.